# 張聯第
張聯第（?—?）。山西安邑縣人，清朝政治人物、進士出身。

## 生平
清顺治三年进士，授渭南縣知縣。